# ホワイトサイクロン
ホワイトサイクロン（英語: White Cyclone）は、ナガシマスパーランドにかつて存在していた木製ローラーコースター。

## 概要
ナガシマスパーランドではかねてから木製コースターの導入を検討していたが、城島高原パークにジュピターが開業したことを機に導入計画を本格化させた。
基本的な仕様はジュピターと変わらないが、導入にあたっては「より大きく、より美しく」をコンセプトとして要望し、平坦な敷地で高さを出すべく、構造体となるサザンイエローパイン材の使用量はジュピターから4割増の4800立米とし側面の角度を緩やかにし裾野を広げた形で建設し敷地面積を3.3万平米と広くとって造形美を優先した形とし、乗降場の位置も高くしカーブ部分に多くの木材を用い、世界最大級の木製コースターとなった。車両は4人乗り7両を3編成とした。
1994年3月17日に竣工し、特別試乗会ののち同年3月20日に開業した。特別試乗会には当初1,000組2,000人を募集していたが、18,000通と応募者が殺到したことから急遽1,500組3,000人が追加され、2,500組5,000人が招待された。

### 白鯨への転換
ホワイトサイクロンは20年以上にわたって運営されてきたが、その中で老朽化が進行し、コースターの維持が難しくなった上に、より新しい乗り物が建設されたことで利用者の数が減少したため、ナガシマスパーランドはホワイトサイクロンを何とかする必要があると考えた。
そんな中で、「4Dスピンコースター嵐」の導入に向けて長島観光開発のスタッフがアメリカ・テキサス州サンアントニオにあるシックス・フラッグス・フィエスタ・テキサスを訪れた際、同園に存在していた、かつてホワイトサイクロンと同様に木製コースターであったRattlerを改修してハイブリッドコースターとした「Iron Rattler」にも感銘を受け、同じような体験をナガシマでも実現したいと考えた。
こうして2017年11月15日、ホワイトサイクロンを2018年1月28日に営業を終了すると発表した。それに先立ち、2017年11月18日から2018年1月28日までラストランキャンペーンが行われた。
営業終了後、ホワイトサイクロンの骨組みのうち約8割にあたる約4,064立米の木材を再利用しRocky Mountain Construction社が自社の「I-Boxトラックテクノロジー」を使って改修し、アジア初となるハイブリッドコースター「白鯨」が2019年3月28日に開業した。
ホワイトサイクロンで使用されていた車両は城島高原パークのジュピターで使用されている。